# Maesetsu!
Maesetsu! (まえせつ！ dịch: Màn chào sân!) là một bộ anime của Nhật Bản, do Studio Gokumi và AXsiZ đồng sản xuất. Bộ phim được phát sóng từ tháng 10 đến tháng 12 năm 2020, trong khi bản chuyển thể manga của Hato Kannazuki đã được đăng dài kỳ trên tạp chí Nguyệt san Comic Alive từ tháng 7 năm 2020 đến tháng 5 năm 2021.

## Nhân vật

### Owarai geinin
Tokonatsu (とこなつ)
Fubuki Kitakaze (北風 ふぶき Kitakaze Fubuki)
Lồng tiếng bởi: Aguri Ōnishi
Mafuyu Kogarashi (凩 まふゆ Kogarashi Mafuyu)
Lồng tiếng bởi: Naomi Ōzora
RDeco (R凸 Āru Deko)
Rin Araya (新谷 りん Araya Rin)
Lồng tiếng bởi: Hiromi Igarashi
Nayuta Asōgi (朝生祇 なゆた Asōgi Nayuta)
Lồng tiếng bởi: Sakura Nakamura
Tundra / Money&Kane (つんどら / マネー&カネー Tsundora / Manē ando Kanē)
Manatsu Kogarashi (凩 まなつ Kogarashi Manatsu)
Lồng tiếng bởi: Yūki Takada
Kanae Kanari (金成 かなえ Kanari Kanae)
Lồng tiếng bởi: Nozomi Furuki
JK Cool (JKクール Jeikē Kūru)
Eru Kusaba (草葉 える Kubasa Eru)
Lồng tiếng bởi: Asuka Aida
Arashi Waraino (藁猪野 あらし Waraino Arashi)
Lồng tiếng bởi: Ayaka Shimizu
Freak! (ふりいくっ! Furiiku!)
Junki Tomita (富田 純基 Tomita Junki)
Lồng tiếng bởi: Chính anh
Ubu no Hatsuna (うぶのハツナ)
Lồng tiếng bởi: Chính cô
BAN BAN BAN
Masatake Yamamoto (山本 正剛 Yamamoto Masatake)
Lồng tiếng bởi: Chính anh
Hiromi Sameshima (鮫島 一六三 Sameshita Hiromi)
Lồng tiếng bởi: Chính anh
NON STYLE ( Non Sutairu)
Yūsuke Inoue (謎のお客さん / NON STYLE 井上 / 井上 裕介 Nazo no Okyakusan / Non Style Inoue / Inoue Yūsuke)
Lồng tiếng bởi: Chính anh
Akira Ishida (石田 明 Ishida Akira)
Lồng tiếng bởi: Chính anh
Spike (スパイク Supaiku)
Shiho Matsuura (松浦 志穂 Matsuura Shiho)
Lồng tiếng bởi: Chính cô
Haruna Ogawa (小川 暖奈 Ogawa Haruna)
Lồng tiếng bởi: Chính cô
Yoshimoto New Comedy (吉本新喜劇 Yoshimoto Shinkigeki)
Keiko Matsuura (松浦 景子 Matsuura Keiko)
Lồng tiếng bởi: Chính cô
TEEUP (ティーアップ Tīappu)
Masaru Maeda (前田 勝 Maeda Masaru)
Lồng tiếng bởi: Chính anh
Hiroshi Hasegawa (長谷川 宏 Hasegawa Hiroshi)
Lồng tiếng bởi: Chính anh
Woman Rush Hour (ウーマンラッシュアワー Ūman Rasshu Awā)
Daisuke Muramoto (村本 大輔 Muramoto Daisuke)
Lồng tiếng bởi: Chính anh
Paradise Nakagawa (中川 パラダイス Nakagawa Paradaisu)
Lồng tiếng bởi: Chính anh

### Nhân vật phụ
Hajime Nakama (中間 はじめ Nakama Hajime)
Lồng tiếng bởi: Risako Murai
Manager (男爵邸 店長 Danshakutei Tenchō)
Lồng tiếng bởi: Seirou Ogino
Carlos Ali (男爵邸 カーロス・アリ Danshakutei Kārosu Ari)
Lồng tiếng bởi: Kentarō Tone
Aunt Keiko (男爵邸 けいこおばちゃん Danshakutei Keiko Obachan)
Lồng tiếng bởi: Rei Shimoda
Haruna Funakoshi (船越 はるな Funakoshi Haruna)
Lồng tiếng bởi: Shizuku Hoshinoya
Shiho Siina (椎名 しほ Sīna Shiho)
Lồng tiếng bởi: Yūko Mori
Ms. Hirano (平野 先生 Hirano Sensei)
Lồng tiếng bởi: Aya Hirano
JK Cool Manager Yamada (JKクール マネージャー 山田 Jeikē kūru manējā Yamada)
Lồng tiếng bởi: Hirokazu Hiramatsu

## Truyền thông

### Light novel
Một bộ light novel do Touko Machida viết và Kagami Yoshimizu vẽ minh họa đã được phát hành vào ngày 10 tháng 12 năm 2020 với tiêu đề Opening Act of Maesetsu! (まえせつ!のまえせつ Maesetsu! no Maesetsu) của Kadokawa Shoten.
| # | Ngày phát hành            | ISBN              |
| - | ------------------------- | ----------------- |
| - | Ngày 10 tháng 12 năm 2020 | 978-4-04-111005-8 |

### Manga
Phiên bản chuyển thể manga do Hato Kannazuki vẽ minh họa đã được đăng trên tạp chí Nguyệt san Comic Alive của Media Factory từ ngày 27 tháng 7 năm 2020 đến ngày 27 tháng 5 năm 2021. Hai tập tankōbon đã được phát hành từ ngày 21 tháng 11 năm 2020 đến ngày 23 tháng 6 năm 2021.
| # | Ngày phát hành            | ISBN              |
| - | ------------------------- | ----------------- |
| 1 | Ngày 21 tháng 11 năm 2020 | 978-4-04-064890-3 |
| 2 | Ngày 23 tháng 6 năm 2021  | 978-4-04-680470-9 |

### Anime
Vào ngày 10 tháng 7 năm 2019, Kadokawa thông báo rằng loạt anime truyền hình với sự tham gia của nhà biên kịch Shōta Gotō và Kagami Yoshimizu, tác giả của Lucky Star, đang được sản xuất. Bộ phim được sản xuất bởi bởi Studio Gokumi và AXsiZ, do Yuu Nobuta đạo diễn. Touko Machida, Shōta Gotō và Joe Itou viết kịch bản, Katsuzo Hirata thiết kế nhân vật và Satoru Kōsaki, Oliver Good và Keita Inoue sáng tác nhạc. Ban đầu, bộ phim được dự kiến ra mắt vào tháng 7 năm 2020, nhưng đã bị trì hoãn đến tháng 10 năm 2020 do đại dịch COVID-19. Bộ phim được phát sóng từ ngày 11 tháng 10 đến ngày 27 tháng 12 năm 2020. Màn 0 của bộ phim được công chiếu vào ngày 4 tháng 10 năm 2020. Funimation đã mua lại loạt phim và phát trực tuyến trên trang web của mình tại khu vực Bắc Mỹ và Quần đảo Anh, và trên AnimeLab tại Úc và New Zealand. Bộ anime kéo dài 12 tập.

#### Danh sách tập phim
| TT. | Tiêu đề                                                         | Đạo diễn                   | Biên kịch    | Ngày phát hành gốc   |
| --- | --------------------------------------------------------------- | -------------------------- | ------------ | -------------------- |
| 1   | "Comedy!" Chuyển ngữ: "Owarai!" (tiếng Nhật: おわらい！)        | Hiroyuki Ōshima            | Tōko Machida | 11 tháng 10 năm 2020 |
| 2   | "Thrills!" Chuyển ngữ: "Kaikan!" (tiếng Nhật: かいかん！)       | Kōhei Hatano               | Tōko Machida | 18 tháng 10 năm 2020 |
| 3   | "Goals!" Chuyển ngữ: "Mokuhyō!" (tiếng Nhật: もくひょう！)      | Hodaka Kuramoto            | Gōto Aogiri  | 25 tháng 10 năm 2020 |
| 4   | "Business!" Chuyển ngữ: "Eigyō!" (tiếng Nhật: えいぎょう！)     | Naoki Murata               | Tōko Machida | 1 tháng 11 năm 2020  |
| 5   | "Comeback!" Chuyển ngữ: "Bankai!" (tiếng Nhật: ばんかい！)      | Hirokazu Yamada            | Tōko Machida | 8 tháng 11 năm 2020  |
| 6   | "Twogether!" Chuyển ngữ: "Futari de!" (tiếng Nhật: ふたりで！)  | Akira Katō                 | Gōto Aogiri  | 15 tháng 11 năm 2020 |
| 7   | "Osaka!" Chuyển ngữ: "Ōsaka!" (tiếng Nhật: おおさか！)          | Hiroyuki Ōshima            | Atsushi Itō  | 22 tháng 11 năm 2020 |
| 8   | "Excitement!" Chuyển ngữ: "Shigeki!" (tiếng Nhật: しげき！)     | Yoshihide Kuriyama         | Tōko Machida | 29 tháng 11 năm 2020 |
| 9   | "Partners!" Chuyển ngữ: "Aikata!" (tiếng Nhật: あいかた！)      | Shunji Yoshida             | Tōko Machida | 6 tháng 12 năm 2020  |
| 10  | "Prayers!" Chuyển ngữ: "Gankake!" (tiếng Nhật: がんかけ！)      | Tatsuya Sasaki             | Gōto Aogiri  | 13 tháng 12 năm 2020 |
| 11  | "Showdown!" Chuyển ngữ: "Kessen!" (tiếng Nhật: けっせん！)      | Hodaka Kuramoto            | Tōko Machida | 20 tháng 12 năm 2020 |
| 12  | "Opening Act!" Chuyển ngữ: "Maesetsu!" (tiếng Nhật: まえせつ！) | Tatsuya Fujinaka Yū Nobuta | Tōko Machida | 27 tháng 12 năm 2020 |